# فاسنبرغ
فاسنبرغ (بالألمانية: Wassenberg) هي بلدة ألمانية تقع في هاينسبرغ في ألمانيا. يقدر عدد سكانها بـ 16,868 نسمة .